# La cronaca di Hellstrom
La cronaca di Hellstrom (The Hellstrom Chronicle) è un docu-drama del 1971 diretto da Walon Green e Ed Spiegel e vincitore del premio Oscar al miglior documentario.

## Riconoscimenti
- Oscar al miglior documentario

## Opere derivate
Lo scrittore statunitense Frank Herbert, per il suo romanzo L'alveare di Hellstrom (Project 40, 1973), si è liberamente ispirato al docu-drama.